# Christa Vossschulte
Christa Vossschulte (* 23. Juni 1944 in Bayrischzell) ist eine deutsche CDU-Politikerin. Sie war von 1989 bis 2011 Mitglied im Landtag von Baden-Württemberg sowie von 2001 bis 2011 dessen Vizepräsidentin.

## Ausbildung und Beruf
Wie ihre Schwester Vera als Tochter des Gießener Chirurgieprofessors Karl Vossschulte und dessen Ehefrau Lissy Stein, geboren, studierte sie nach dem in Gießen absolvierten Abitur Anglistik und Germanistik in Marburg, Freiburg im Breisgau, London und München. 1970 legte sie in München das Erste Staatsexamen ab, 1972 in Stuttgart das Zweite Staatsexamen. Von 1972 bis 1974 unterrichtete sie als Studienassessorin am Wirtschaftsgymnasium Heidenheim an der Brenz, von 1974 bis 1982 am Theodor-Heuss-Gymnasium Esslingen, wo sie ab 1980 stellvertretende Schulleiterin wurde. Von 1989 bis 2007 war sie wieder als Oberstudiendirektorin und Schulleiterin im Schuldienst am Theodor-Heuss-Gymnasium in Esslingen tätig.

## Politische Tätigkeit
Christa Vossschulte ist seit 1978 Mitglied der CDU. Von 1980 bis 1989 war sie Mitglied des Vorstands des CDU-Stadtverbandes Esslingen am Neckar. Seit 2005 ist sie Mitglied des Bezirksvorstands der CDU.
1982 wurde sie als Referentin ins Ministerium für Kultus und Sport berufen. Vom 2. Oktober 1989, als sie für den ausgeschiedenen Abgeordneten Martin Herzog nachrückte, bis April 2011 war sie als Abgeordnete des Wahlkreises Esslingen Mitglied des Landtags von Baden-Württemberg. Sie war ab 1991 hochschulpolitische Sprecherin der CDU-Fraktion und ab 2001 Vizepräsidentin des Landtags.

## Familienstand und Konfession
Christa Vossschulte ist römisch-katholisch und ledig.

## Auszeichnungen und Ehrungen
- 2003: Bundesverdienstkreuz am Bande
- 2022: Dame des Ordens des heiligen Papstes Silvester[2]
- 2024: Bundesverdienstkreuz 1. Klasse[3]